# Скульптура возобновляемой энергии

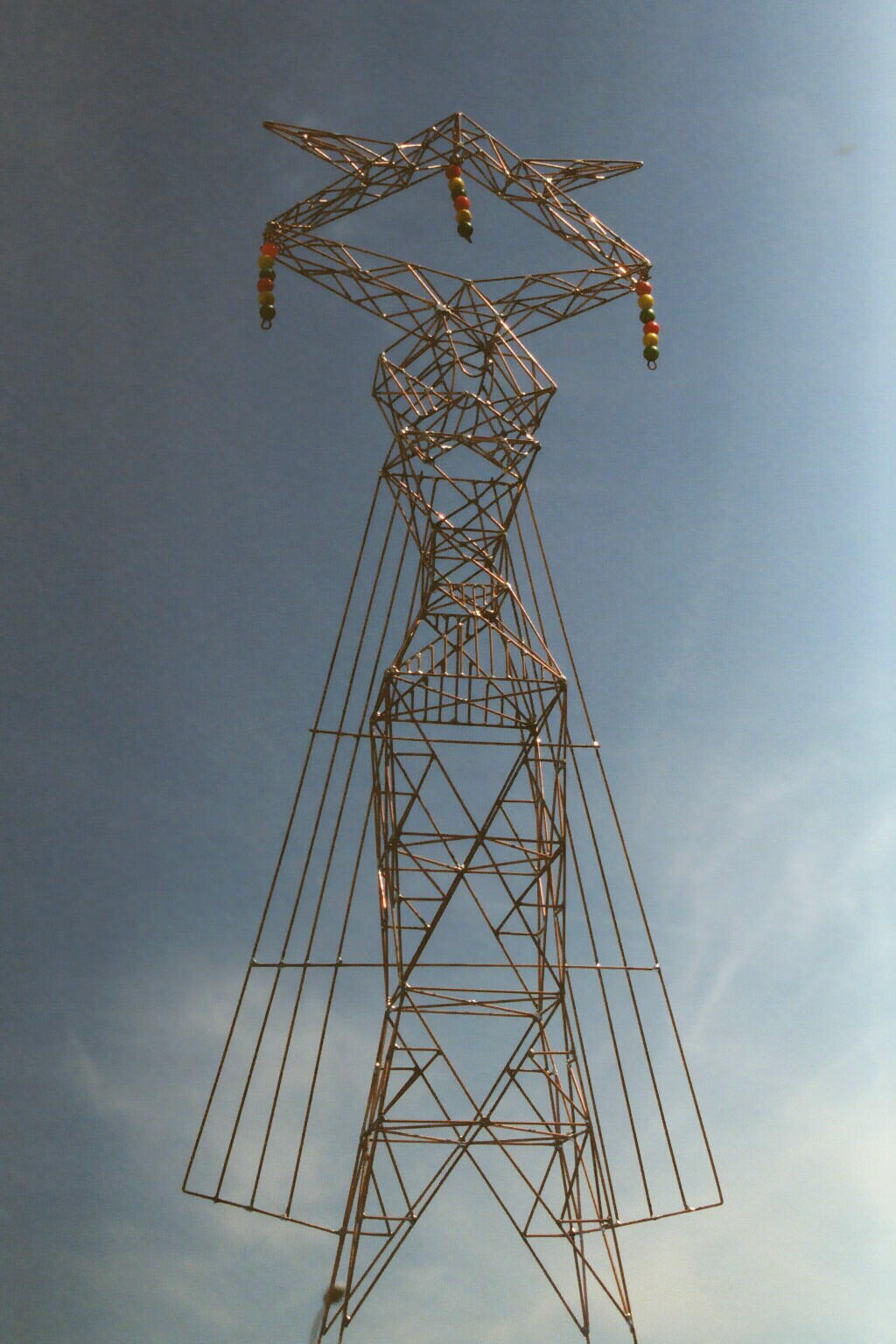
Ландшафтные вышки Елены Парушевой, Эстетика энергетических сетевых башен. 2004 г.

Скульптура возобновляемой энергии ( англ. Renewable energy sculpture) — течение в экологическом искусстве, объединяющее собой скульптуры, которые производят энергию из возобновляемых источников (солнечную, ветровую, геотермальную, гидроэлектрическую или приливную).

## Особенности течения
Главной особенностью скульптуры возобновляемой энергии является то, что художники данного течения разрабатывают решения, позволяющие объединить эстетику с функциональными свойствами выработки и экономии энергии. Практикующиеся в этой развивающейся области часто работают в соответствии с критериями Ecodesign.
Идея скульптуры с использованием возобновляемых источников энергии была впервые предложена такими художниками как Патрис Стеллест, Сара Холл, Джулиан Х. Скафф, Патрик Марольд, Елена Паручева, архитекторы Лори Четвуд и Николас Гримшоу, профессор Университета Иллинойса Бил Беккет. Разделяя идеи экологического искусства, они считают, что эстетическая часть их работ неразрывно связана с экологической функцией конструкции. Кроме того,  в течении скульптуры возобновляемой энергии художники часто вдохновляются формами и процессами природы, отдают предпочтение цветам и текстурам окружающего мира.

### Цитаты
There is something wonderful about knowing that even some small part of the electricity that powers your life is being generated by a work of art that you can visit and enjoy.
Возможный перевод: Есть что-то удивительное в том, чтобы знать, что даже небольшая часть электричества, которое питает нашу жизнь, создается произведением искусства, которое Вы можете посетить и которым можете насладиться.— Элизабет Монойан(Elizabeth Monoian) и Роберт Ферри (Robert Ferry)

 Artists play a key role in transforming people, societies, and cultures simply by reflecting on what is going on around them.
Возможный перевод: Художники играют ключевую роль в преобразовании людей, обществ, культур просто размышляя о том, что происходит вокруг.— Г-н Смит (Mr.Smith) ,руководитель проекта World saving machine.

## Примеры скульптур
Проект «Energy Flow» от Андреа Полли (Andrea Polli) — пример экспериментальной архитектуры, включающий ветровые турбины в структуру моста, дополняющие дизайн, а также позволяющие осветить мост и соседние районы.
Общественная скульптура Ральфа Сандера «Мировая спасательная машина» использовала солнечную энергию для создания снега и льда за пределами Сеульского художественного музея в жаркое корейское лето.
Сара Холл работает с художественным стеклом, встраивая солнечные элементы, собирающие солнечную энергию, между двумя стеклянными панелями, объединяя их с самими произведениями искусства.
Искусство Елены Парушевой призвано привлечь внимание людей к ветровой энергии. Она также стремится дать художественный ответ на  вопросы потребления энергии, способствуя распространению информации о преимуществах энергии ветра. В галерее ниже расположена фотография работы Елены — «Ундина», которая была создана в 2004 году при помощи меди и пайки. Скульптура приняла форму женщины с драгоценностями на шее и на запястье, украшения представляют собой набор ветряных турбин.

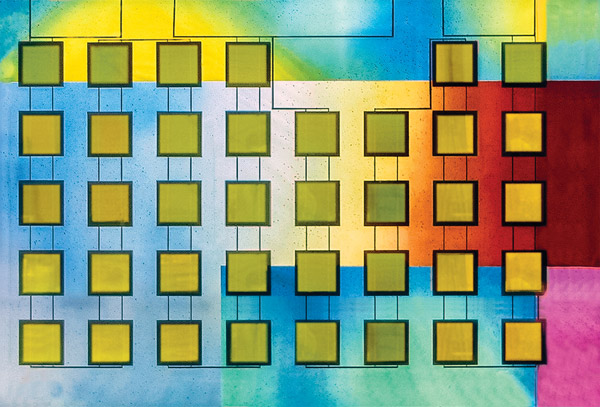
Деталь Художественного Стекла, накапливающая солнечную энергию.Сара Холл
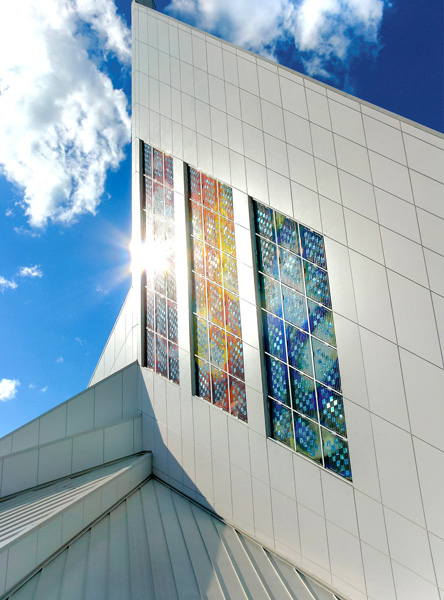
Окна Lux Gloria собирают энергию от солнечного света. Сара Холл
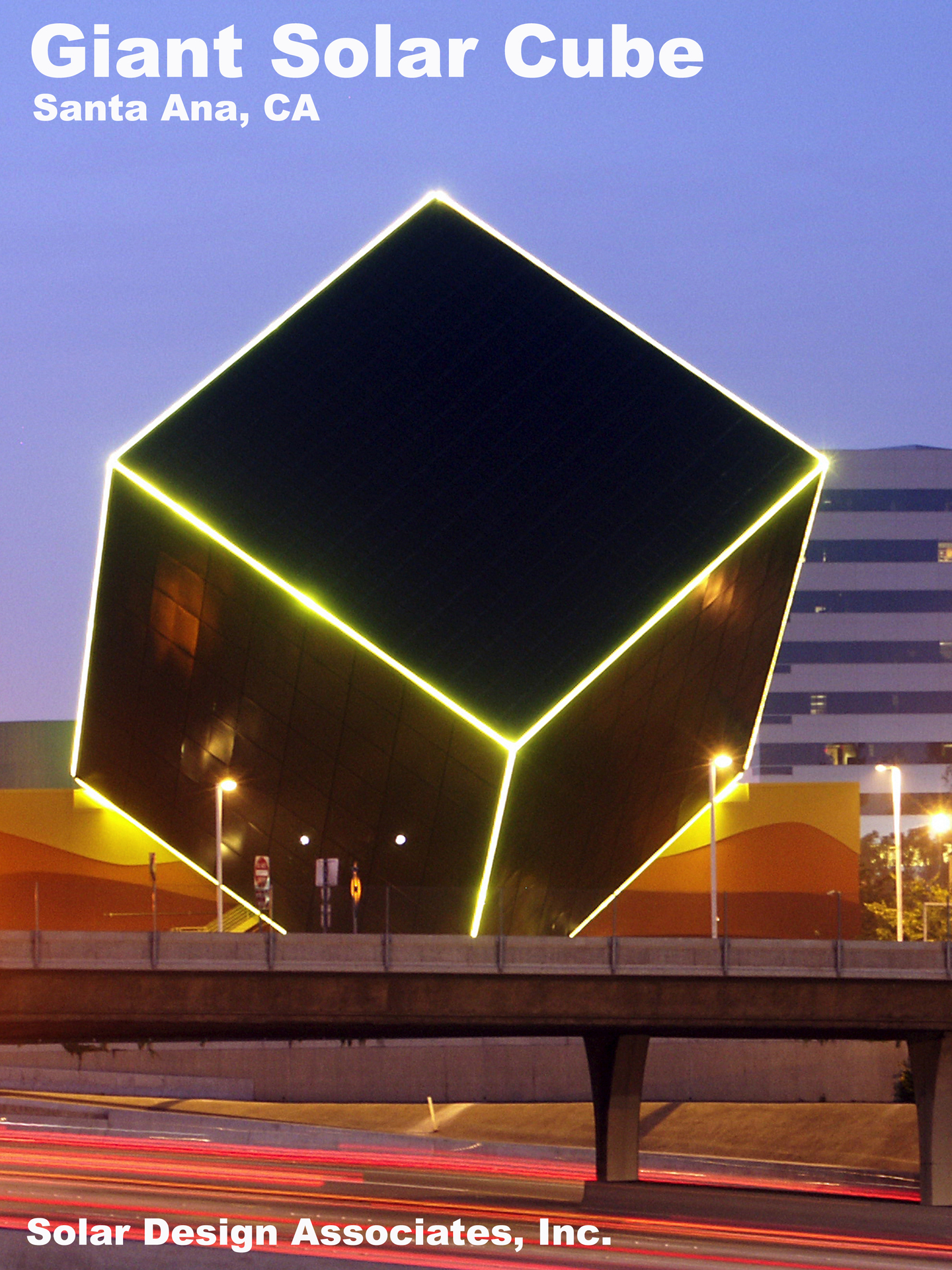
Solar Cube от Solar Design Associates для научного центра в Санта-Ане, Калифорния
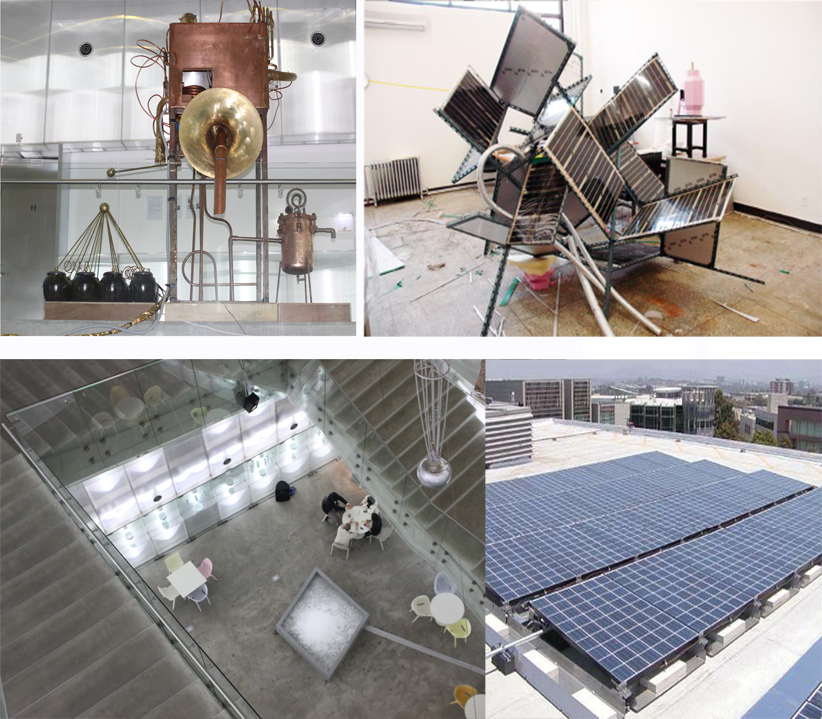
«World Saving Machine III», Ральф Сэндер. MoA Museum of Art, Сеул, Южная Корея
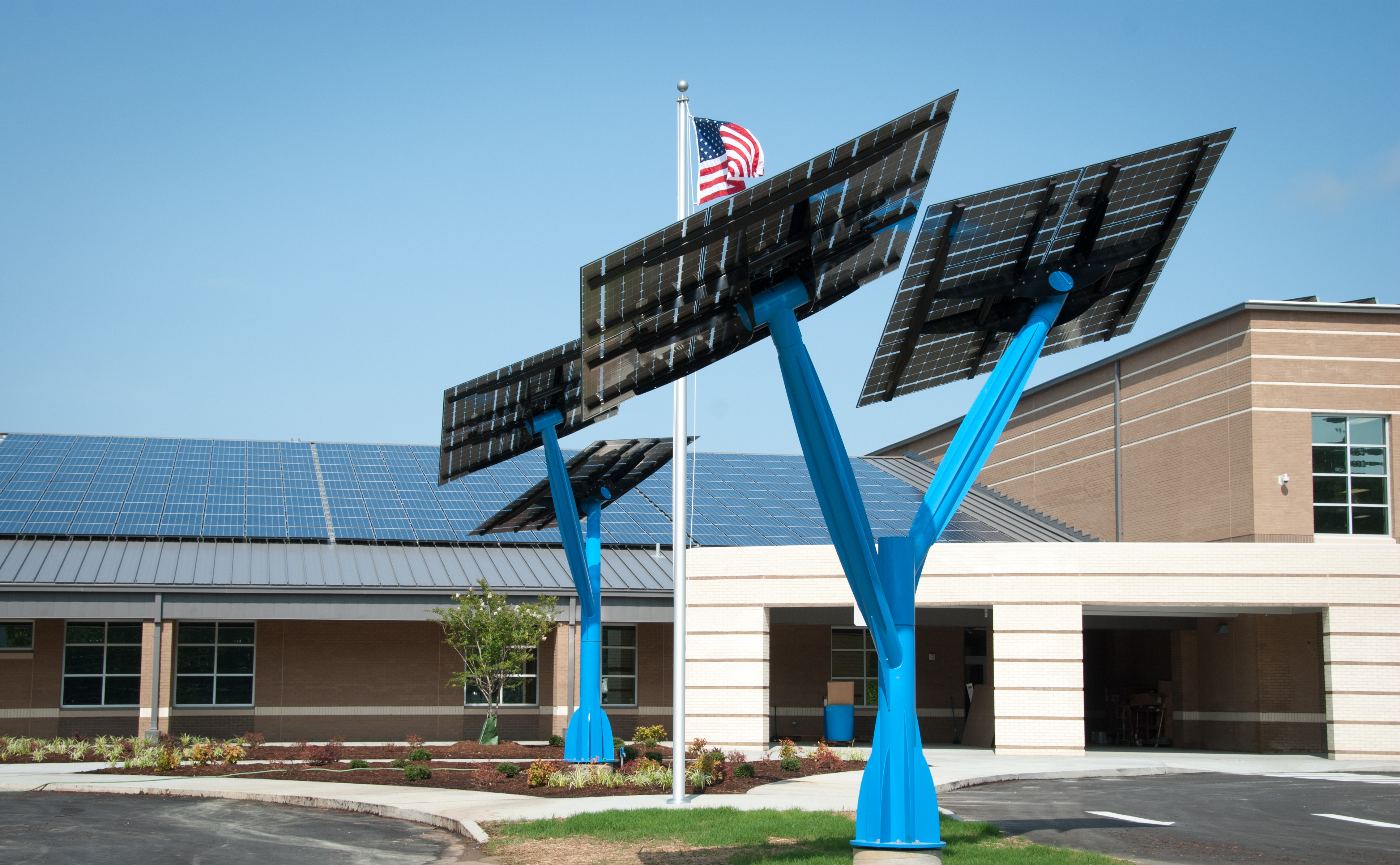
Солнечный прожектор в средней школе Sandy Grove
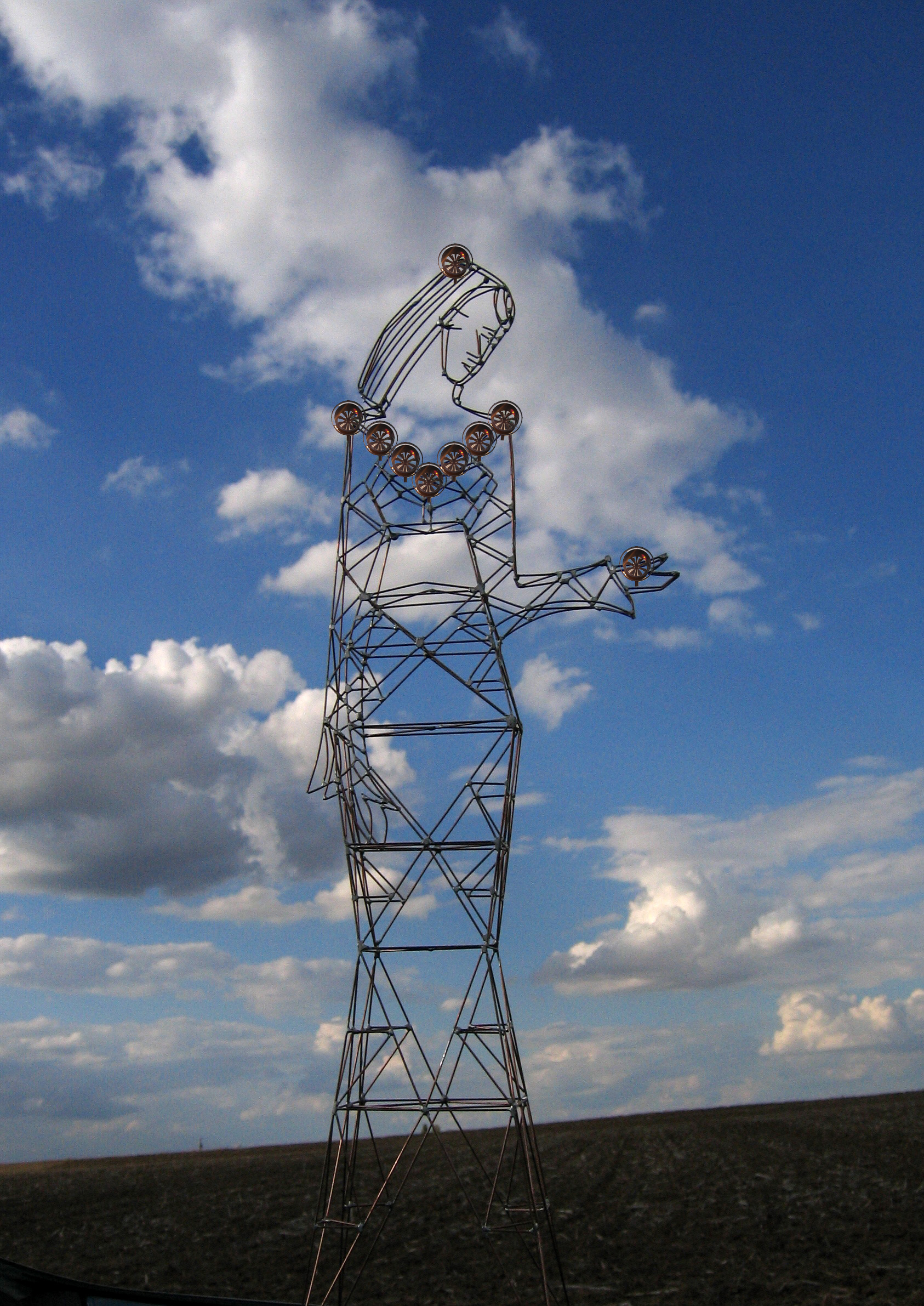
Скульптура возобновляемой энергии «Ундина», Елена Парушева
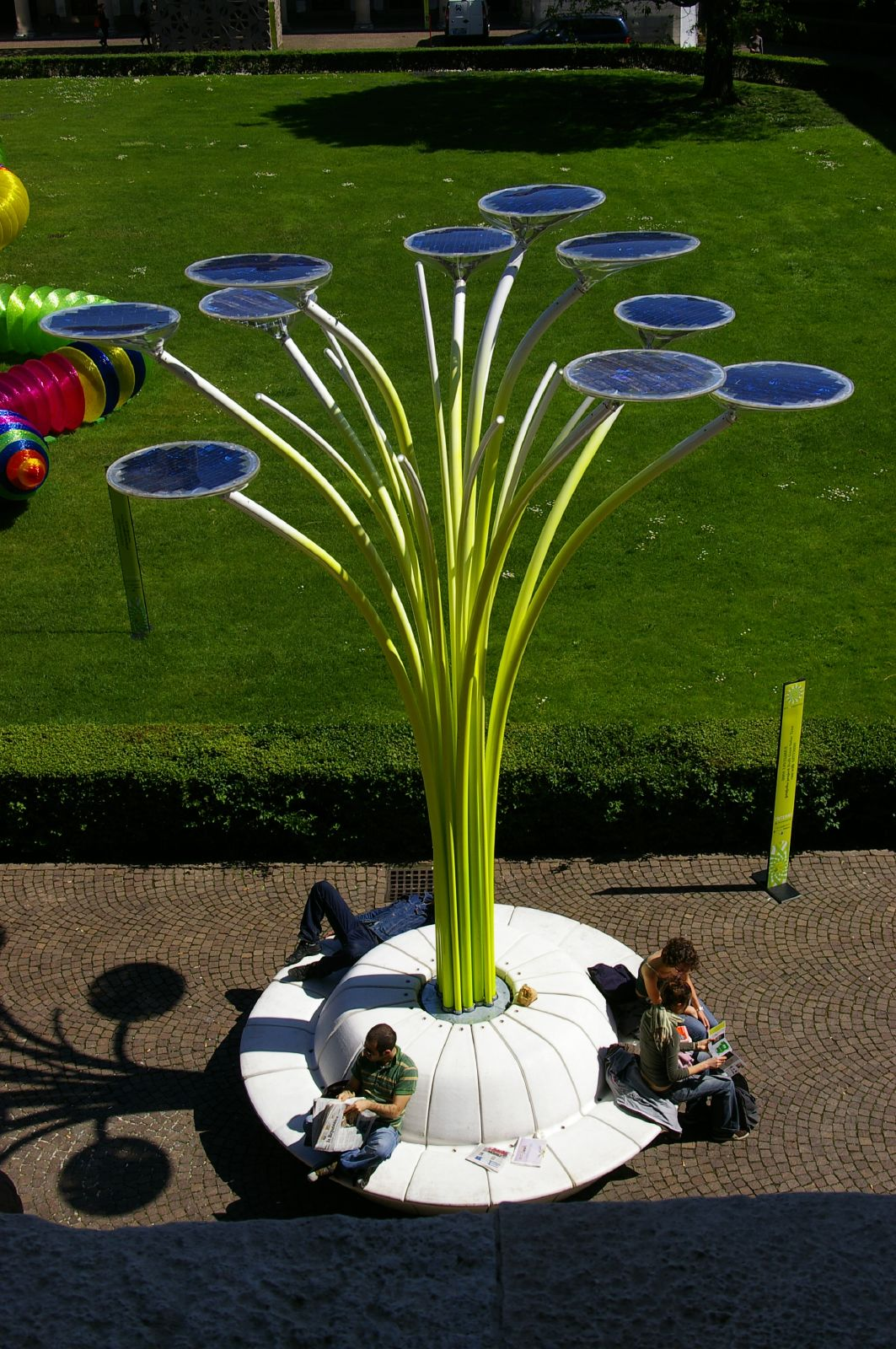
«Солнечное дерево» Росса Лавгроува, Museum for Angewandte Kunst (MAK), Вена